# Windeby
Windeby (en danés: Vindeby) es un municipio (en alemán: gemeinde) situado en el distrito (en alemán: kreis) de Rendsburg-Eckernförde, en el estado federado (en alemán: bundesland) de Schleswig-Holstein, Alemania. Tiene una población estimada, a fines de septiembre de 2022, de 1016 habitantes.
Está ubicado aproximadamente a 2 km al oeste de Eckernförde.
Forma parte del amt (que podría traducirse por "mancomunidad" o "asociación libre de municipios") de Schlei-Ostsee. La cabecera del amt es Eckernförde.
Windeby se sitúa al este de los municipios del Fleckeby y Osterby, pero al norte del de Goosefeld.